# Maison à pans de bois (Amboise, 42, rue de la Concorde)
La maison, 42 rue de la Concorde est une ancienne demeure particulière dans la ville d'Amboise, dans le département français d'Indre-et-Loire.
Construite à la charnière des XVIe et XVIIe siècles, ses façades, sa toiture et des cheminées intérieures sont inscrites comme monuments historiques en 1948.

## Localisation
Situé en bordure de la Loire en contrebas du château, la maison possède deux façades, la principale au sud sur la rue de la Concorde, l'autre au nord sur le quai Guinot.

## Histoire
La maison est construite à la fin du XVe ou au début du XVIe siècle.
Sa façade méridionale et la toiture correspondante, ainsi que deux cheminées à hotte à l'intérieur du bâtiment, sont inscrites comme monuments historiques par arrêté du 1er août 1996.

## Description
Deux étages en encorbellement s'élèvent sur le rez-de-chaussée. La façade méridionale de la maison présente deux étages à pans de bois en encorbellement au-dessus d'un rez-de-chaussée en pierre de taille. Des poteaux corniers et des traverses moulurées soutiennent le premier étage. Deux cheminées à hotte soutenues par des piédroits moulurés subsistent à l'intérieur de la maison, dotée par ailleurs d'une cage d'escalier à pans coupés.

## Pour en savoir plus